# Ephippitytha kuranda
Ephippitytha kuranda är en insektsart som beskrevs av Rentz, D.C.F., Y. Su och Norihiro Ueshima 2008. Ephippitytha kuranda ingår i släktet Ephippitytha och familjen vårtbitare. Inga underarter finns listade i Catalogue of Life.